# Fede e sapere
Fede e sapere (Glauben und Wissen) è un saggio pubblicato da Hegel durante il suo soggiorno a Jena (1801-1807). Il saggio apparve nel luglio del 1802 sul "Giornale critico della filosofia" (Kritisches Journal der Philosophie), rivista fondata e diretta insieme a Schelling.

## Orizzonte storico-filosofico
Hegel si trasferisce a Jena nel gennaio del 1801, dopo un periodo trascorso come precettore a Francoforte su Meno. A Jena si trova il suo amico Schelling, di cinque anni più giovane ma già professore universitario presso la locale università. Tra i due nasce un intenso periodo di collaborazione scientifica che culmina con la pubblicazione del "Giornale critico della filosofia", in cui Hegel fa uscire, tra il 1801 e il 1803, diversi saggi importanti, tra i quali Fede e sapere, il Rapporto dello scetticismo con la filosofia e un saggio sul Diritto naturale. Il trasferimento a Jena costituisce una tappa fondamentale dell'itinerario filosofico di Hegel. Qui, infatti, il filosofo tedesco matura l'idea di un sistema della scienza e assume come compito della propria filosofia quello di elaborare un modello non intellettualistico di razionalità basato su una struttura concettuale che vada oltre la logica oppositiva dell'intelletto (Verstand). Proprio da queste premesse la produzione hegeliana di Jena si sviluppa come critica e confronto con le filosofie del proprio tempo, in particolare con quelle di Kant, Fichte e Schelling.

## Tematiche principali dell'opera

### Critica al soggettivismo
Fede e sapere nasce dalla volontà di criticare il soggettivismo moderno prendendo posizione nei confronti di Kant, Jacobi e Fichte. In questo scritto, le filosofie della riflessione sono viste come le fonti creatrici di un mondo interiore separato dall'esteriorità, ma che aspira a riconciliarsi con essa mediante una conciliazione empirica, ossia tramite una consacrazione della finitezza. Il soggetto, isolato dentro i propri limiti, pone la realizzazione di sé in un aldilà, in un mondo sovrasensibile esterno alla ragione stessa, ossia nella fede: «La ragione […] non ha potuto far niente di meglio che rivolgere ormai lo sguardo su di sé, essendo solo intelletto, come un al di là in una fede fuori e al di sopra di sé, come è accaduto alle filosofie di Kant, di Jacobi e di Fichte, e perciò che essa si trasforma nuovamente in un'ancella della fede» (Fede e sapere, p. 124). Le posizioni di Kant, Jacobi e Fichte sono per Hegel la manifestazione del «principio del Nord e (per quanto concerne l'aspetto religioso) del protestantesimo» (Ivi, p. 125), il principio della soggettività separata dal mondo, del sé opposto all'altro da sé.

### Ragione e fede
Nell'introduzione, Hegel esplicita l'argomento e il fine del testo da lui scritto e lo inserisce in una specie di genealogia del rapporto tra ragione e fede; la ragione, un tempo «ancella della fede», afferma ora la propria autonomia da essa e da qualsiasi principio di autorità ad essa esterno (Ivi, p. 123-135). Il problema è, per Hegel, «se la ragione vittoriosa non abbia sperimentato il medesimo destino a cui son solite sottostare le forze vincenti delle nazioni barbare in rapporto alla debolezza soccombente delle nazioni più colte, cioè di conservare la supremazia per ciò che concerne il dominio esteriore, ma di essere sottomesse al vinto per ciò che concerne lo spirito» (Ibidem). Tutto ciò significa, essenzialmente, che Hegel intende rivalutare la presunta vittoria della ragione illuministica (die aufklärende Vernunft), ossia della filosofia moderna, sulla fede. La filosofia moderna, che si configura come una Verstandesphilosophie, nel cercare di svincolare se stessa dal dominio della fede, produce un'ulteriore scissione fra sé, come soggettività parziale e finita, e l'aldilà incondizionato della fede. Così facendo, la filosofia è ridotta ad anelito e tensione di un soggetto chiuso nella propria finitezza verso un infinito che, proprio in quanto inconoscibile aldilà, circoscrive il pensiero all'interno della dimensione soggettivistica e finita. Le filosofie di Kant, Jacobi e Fichte si configurano, per usare un'espressione hegeliana, come il «completo annientamento della ragione ed il relativo giubilo dell'intelletto e della finitezza, che hanno decretato la propria assolutezza».

### Il superamento della metafisica della soggettività
Nelle ultimissime pagine di Fede e sapere, Hegel indica il modo per superare la «metafisica della soggettività» (Ivi, p. 252) che caratterizza la filosofia moderna, stabilendo un paragone con la religione cristiana, in particolare col protestantesimo, «il sentimento in cui riposa la religione dei tempi moderni» (Ibidem). Solo nel protestantesimo, infatti, il potere del negativo, della morte, viene esteso fino a coinvolgere tutto il reale e il sentimento per la morte di Dio assume la massima intensità e diviene «dolore infinito». La filosofia deve assumere su di sé questa morte, e deve soffrire per il Venerdì Santo speculativo che ha lacerato storicamente la coscienza religiosa.

Solo in questo processo la filosofia dimostra che dell'idea assoluta, la morte è momento ma anche niente più che momento; la filosofia, così, comprende che se l'assoluto non rifugge dall'immane potenza del negativo e della morte, allora esso riesce a risorgere dalla morte stessa e a sapersi libertà e vita. Ecco che il passaggio nel negativo diviene, ora, momento strettamente necessario alla risurrezione della totalità libera e vivente.
È solo da questa durezza [l'assenza di Dio]- poiché il carattere più sereno, più superficiale e più singolare sia delle filosofie dommatiche che della religione naturale deve scomparire- che la suprema totalità in tutta la sua serietà e dal suo più riposto fondamento, abbracciando tutto contemporaneamente, e nella più serena libertà della sua figura, può e deve risorgere. (Ivi, 252)

## Edizioni in italiano
- Fede e sapere, in Primi scritti critici, a cura e traduzione di Remo Bodei, Mursia, Milano 1971, pp. 121-261.
- Crede e sapere, a cura di Adriano Tassi, Brescia, Morcelliana, 2023.